# Konspindling
Konspindling (Cortinarius safranopes) är en svampart som beskrevs av Rob. Henry 1938. Konspindling ingår i släktet Cortinarius och familjen spindlingar.  Arten är reproducerande i Sverige. Inga underarter finns listade i Catalogue of Life.